# Бебко Василь Степанович
Василь Степанович Бебко (26 квітня 1932, місто Запоріжжя — 20 лютого 2022, Москва, Російська Федерація) — радянський і російський дипломат, надзвичайний і повноважний посол СРСР і РФ у Республіці Ліберії, секретар Хмельницького обкому КПУ. Кандидат економічних наук (1968).

## Біографія
У 1951—1955 роках служив у Радянській армії. Член КПРС.
У 1955—1960 роках — студент Московського інституту інженерів залізничного транспорту імені Сталіна.
З 1960 по 1962 рік працював інженером на залізниці.
З 1962 року — на партійній роботі.
У 1965 році закінчив Полтавський педагогічний інститут, у 1968 році — Академію суспільних наук при ЦК КПРС. У 1968 році захистив кандидатську дисертацію.
У 1973 — 28 вересня 1978 року — секретар Хмельницького обласного комітету КПУ.
У 1978—1980 роках — слухач Дипломатичної академії Міністерства закордонних справ СРСР.
У 1980 році — експерт Першого африканського відділу МЗС СРСР.
У 1980-1985 роках — радник-посланник Посольства СРСР в Соціалістичній Народній Лівійській Арабській Джамагирії (Лівії).
У 1985-1987 роках — експерт Першого африканського відділу МЗС СРСР.
З 3 вересня 1987 року по 2 листопада 1992 року — надзвичайний і повноважний посол СРСР (з грудня 1991 року — Російської Федерації) в Республіці Ліберії.
У 1992—1997 роках працював у комерційних фірмах. У 1997—1999 роках — у телекомпанії ТВЦ (Москва).
У 1999—2003 роках — заступник голови, з 2003 року — перший заступник голови Ради ветеранів Міністерства закордонних справ Російської Федерації. Член Суспільної ради Фонду «Народна дипломатія», президент Полтавського земляцтва в Москві. Дійсний член Академії Всесвітньої Енциклопедії Подорожей.

## Нагороди
- орден Трудового Червоного Прапора (1987)
- орден «Знак Пошани» (1976)
- медалі
- Грамота Президії Верховної ради Російської Федерації
- Почесний працівник Міністерства закордонних справ Російської Федерації
- Надзвичайний і повноважний посол (1987)